# Malthinus robustus
Malthinus robustus es una especie de coleóptero de la familia Cantharidae, género Malthinus.

## Distribución geográfica
Es una especie europea.